# Робб, Джон
Джон Робб (англ. John Robb, род. во Флитвуде, Ланкашир) — британский рок-музыкант, певец и автор песен, музыкальный продюсер, журналист, телеведущий и автор книг об истории альтернативного рока. Робб родился во Флитвуде и вырос в Анчорсхольме, Блэкпул. Он учился в Блэкпулском шестом классе колледжа, в дополнение к общеобразовательной гимназии, в которой учился Робб, где, прочитав о музыкальной прессе о появлении панк-рок-сцены в 1976 году, он вдохновился создать собственную группу.  Первую известность Джон Робб получил как фронтмен The Membranes, пост-панк-группы, релизы которой в середине 1980-х годов получили высокие оценки критиков. После распада Membranes Робб образовал Goldblade, панк-коллектив, с которым он выступает и записывается по сей день.
Джон Робб — авторитетный музыкальный критик, сотрудничавший с основными британскими изданиями: NME, Melody Maker и Sounds. Считается, что именно Робб «открыл» для Британии Nirvana; во всяком случае, именно он после первого же сингла группы вылетел в Сиэтл, взял интервью у тогда никому ещё не известного Курта Кобейна и обратил внимание коллег на новую группу, отрецензировав её первый релиз как Single of the Week.. В 2010 году создал музыкальный портал (а в последствии и журнал) Louder Than War, в первый же год своего существования выигравший премию «Indie Champion».
В качестве студийного продюсера Робб записывал Slinky, Therapy? и Cornershop: с последними он также сотрудничал в качестве менеджера.
Две последних книги Робба, «Смерть трад-року» (англ. Death To Trad Rock, 2009), об андеграундной рок-сцене Британии середины 1980-х годов, и «Север ещё поднимется. Музыка Манчестера, 1976—1996» (англ. The North Will Rise Again. Manchester Music City from 1976 to 1996, 2009) получили высокие оценки критиков (4/5 — Q, 5/5 — Mojo).

## Дискография

### Альбомы

#### The Membranes
- Crack House (1983, Criminal Damage)
- The Gift of Life (1985, Creation)
- Giant (1986, Constrictor)
- Songs Of Love And Fury (1986, In Tape)
- Kiss Ass Godhead! (1988, Glass)
- To Slay The Rock Pig (1989, Vinyl Drip)

#### Goldblade
- Home Turf (1997) Ultimate
- Drop the Bomb (1998) Ultimate
- Do U Believe in the Power of Rock 'n' Roll? (2002) 20 Stone Blatt
- Rebel Songs (2005) Captain Oi!
- Punk Rockers in the Dance Hall (2006) SOS
- Mutiny (2008) Captain Oi!